# O Rodicio (Maceda)
O Rodicio es un lugar español situado en la parroquia de Chas, del municipio de Maceda, en la provincia de Orense, Galicia.

## Demografía
| Gráfica de evolución demográfica de O Rodicio entre 2000 y 2022 |
|                                                                 |
| Datos según el nomenclátor publicado por el INE.                |